# Métro de Quito
Le métro de Quito (en espagnol: Metro de Quito) est un réseau de métropolitain à Quito, capitale de l'Équateur. Une première ligne, la ligne 1 est opérationnelle depuis le 2 mai 2023.

## Historique
L'aire métropolitaine de Quito compte environ 3 millions d'habitants. L'engorgement de la circulation automobile a poussé les autorités à commander une étude à métro de Madrid en Espagne en 2010 pour imaginer un réseau de transport métropolitain. Une première ligne de 22 kilomètres d'orientation nord-sud doit servir de colonne vertébrale à une réorganisation des transports publics, notamment du réseau de bus. Le montant des travaux s'élève à 1,4 milliard de dollars, dont la moitié est apportée par l’État. Les travaux doivent débuter en octobre 2012 pour s'achever en 2022.
La première ligne de métro est inaugurée le 21 décembre 2022. Le 5 janvier 2023, les stations sont ouvertes pour être présentée aux habitants. La mise en service de la ligne est prévue pour mars 2023 et a finalement lieu le 2 mai 2023.

## Description

### Liste des stations
La ligne 1 comporte 15 stations qui sont du nord au sud :

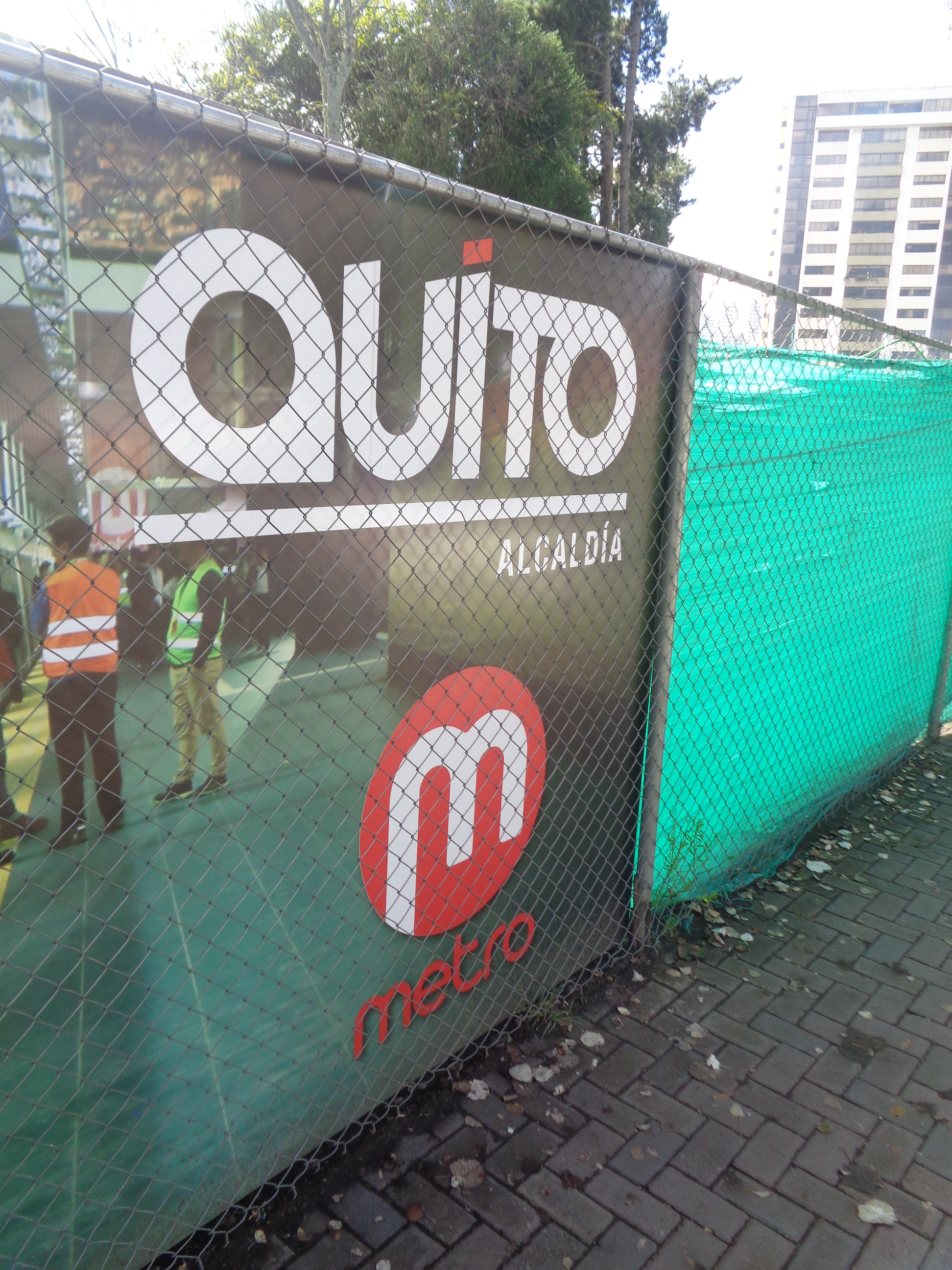
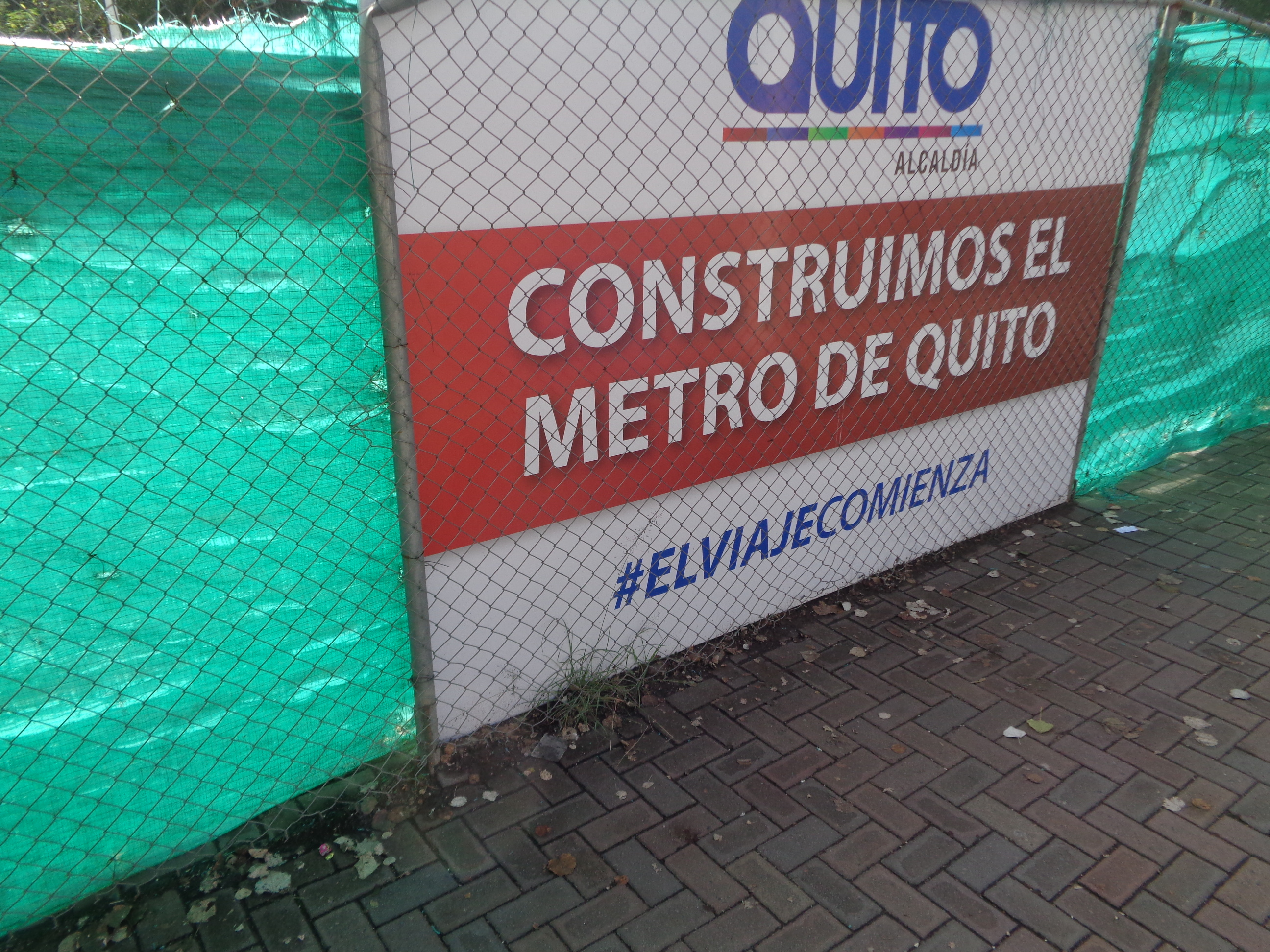
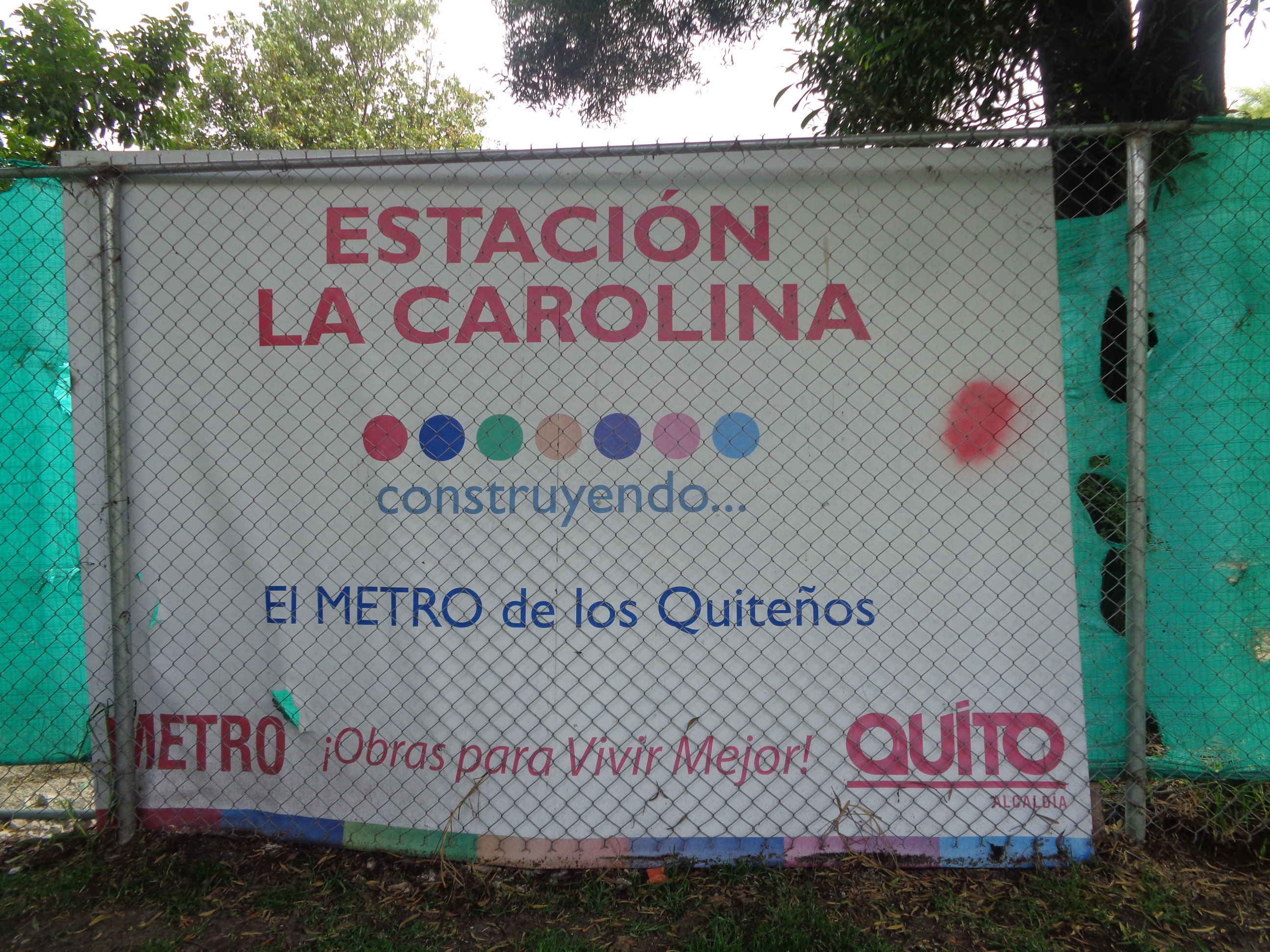
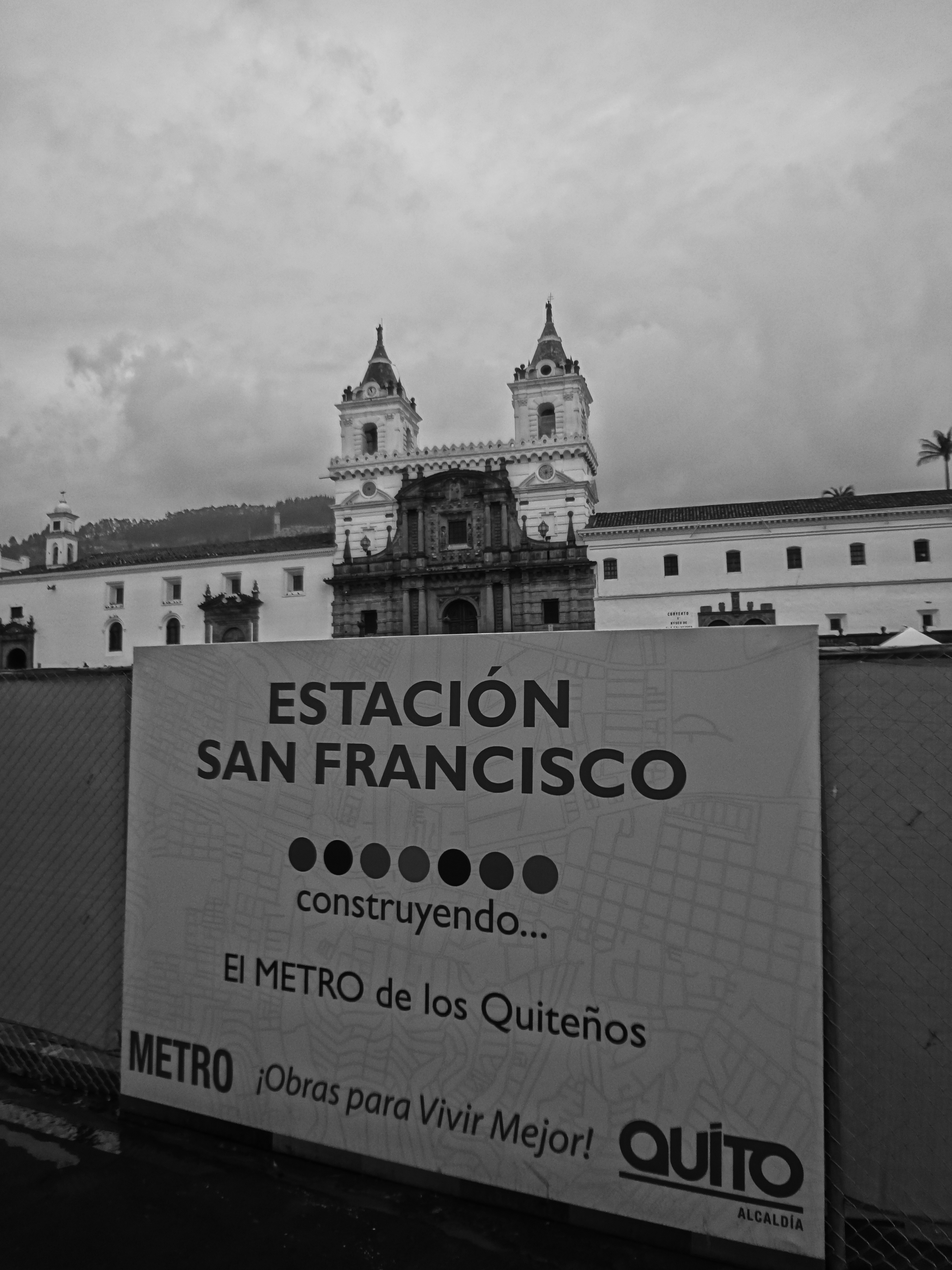
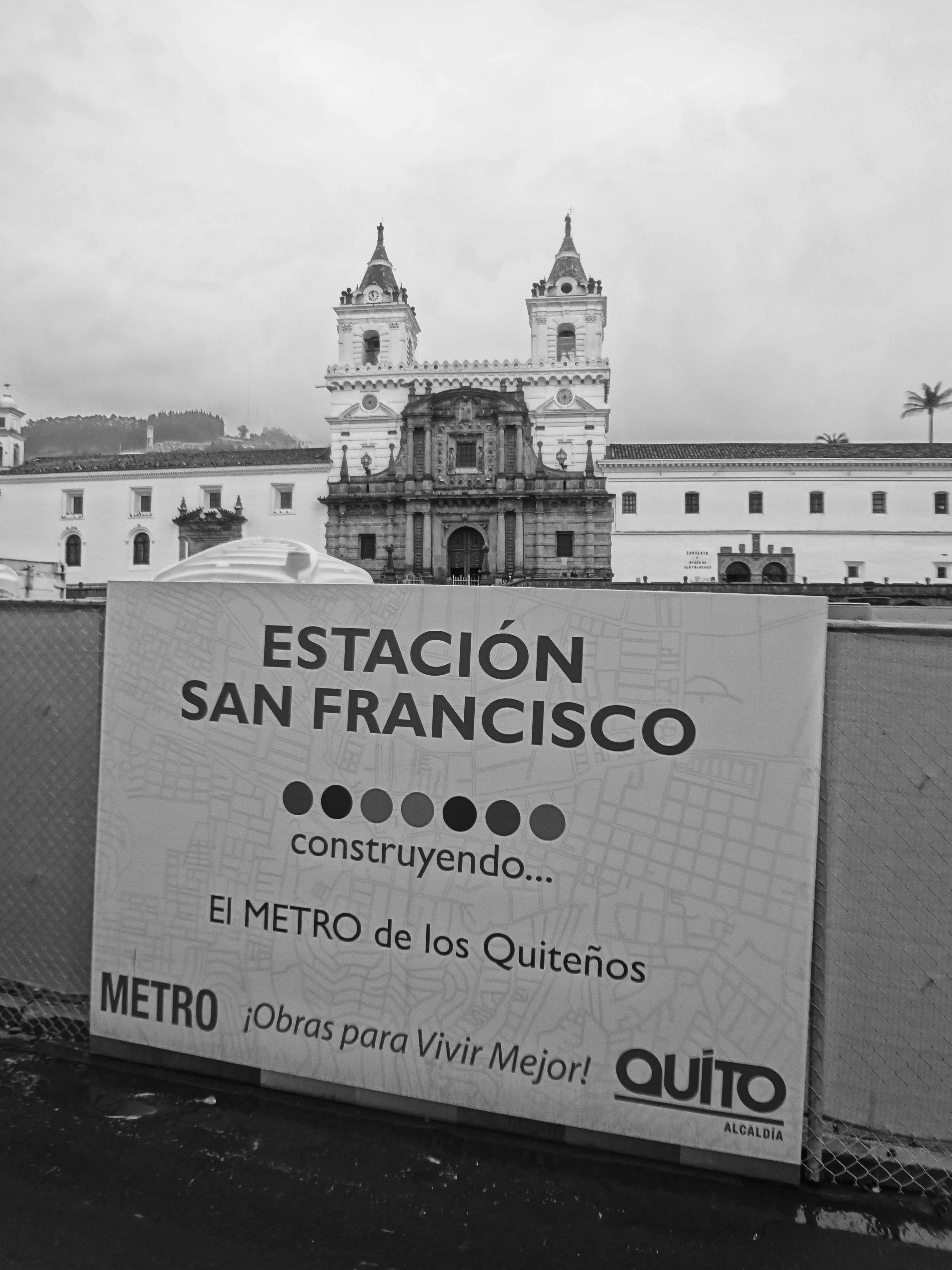
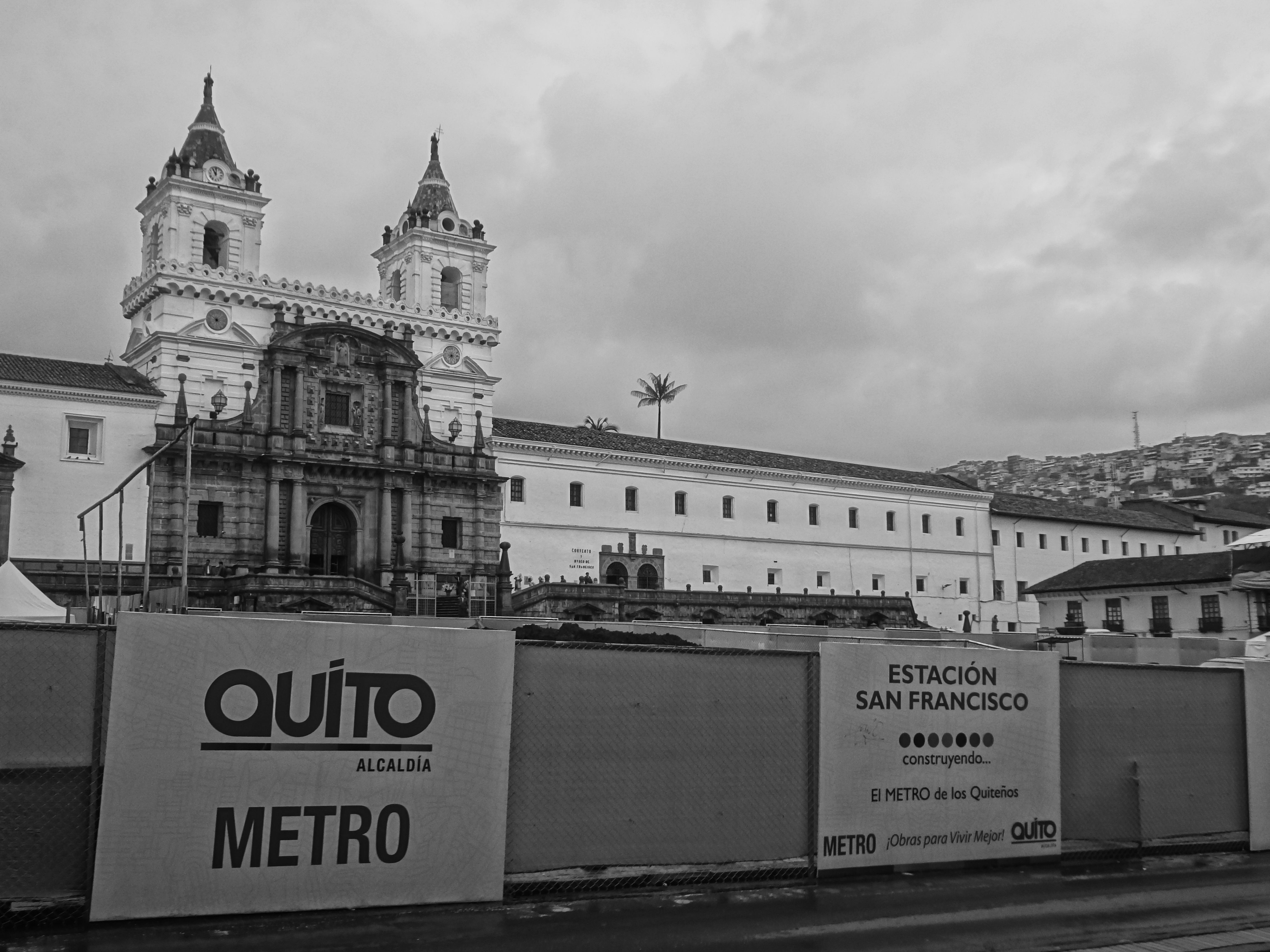

|  | O |  | El Labrador         |  |  |
|  | o |  | Jipijapa            |  |  |
|  | o |  | Iñaquito            |  |  |
|  | o |  | La Carolina         |  |  |
|  | o |  | La Pradera          |  |  |
|  | o |  | Universidad Central |  |  |
|  | o |  | El Ejido            |  |  |
|  | o |  | La Alameda          |  |  |
|  | o |  | San Francisco       |  |  |
|  | o |  | Plaza del Teatro    |  |  |
|  | o |  | Magdalena           |  |  |
|  | o |  | El Recreo           |  |  |
|  | o |  | El Calzado          |  |  |
|  | o |  | Solanda             |  |  |
|  | o |  | Morán Valverde      |  |  |
|  | O |  | Quitumbe            |  |  |